# Salade de papaye verte
La salade de papaye verte est une salade épicée à base de papaye verte râpée. D'origine lao, elle est couramment consommée à travers l'Asie du Sud-Est, où elle porte de nombreux noms : tam som (lao : ຕໍາສົ້ມ), tam maak hoong (lao : ຕໍາໝາກຫຸ່ງ), som tam (thaï : ส้มตำ), bok lahong (khmer : បុកល្ហុង), gỏi đu đủ en vietnamien. Ce plat combine les cinq saveurs principales des cuisines locales : l'acidité de la lime ; l'épicé du piment ; le salé et l'umami de la sauce de poisson ou du kapeek, de petits crabes salés en saumure, du padek ou du prahok ; le sucré du sucre de palme.

## Origine
La salade de papaye verte est une création des Lao, qui a été introduite en Thaïlande centrale et dans le reste du monde par des migrants laos et isans installés à Bangkok pour chercher du travail,.

## Préparation

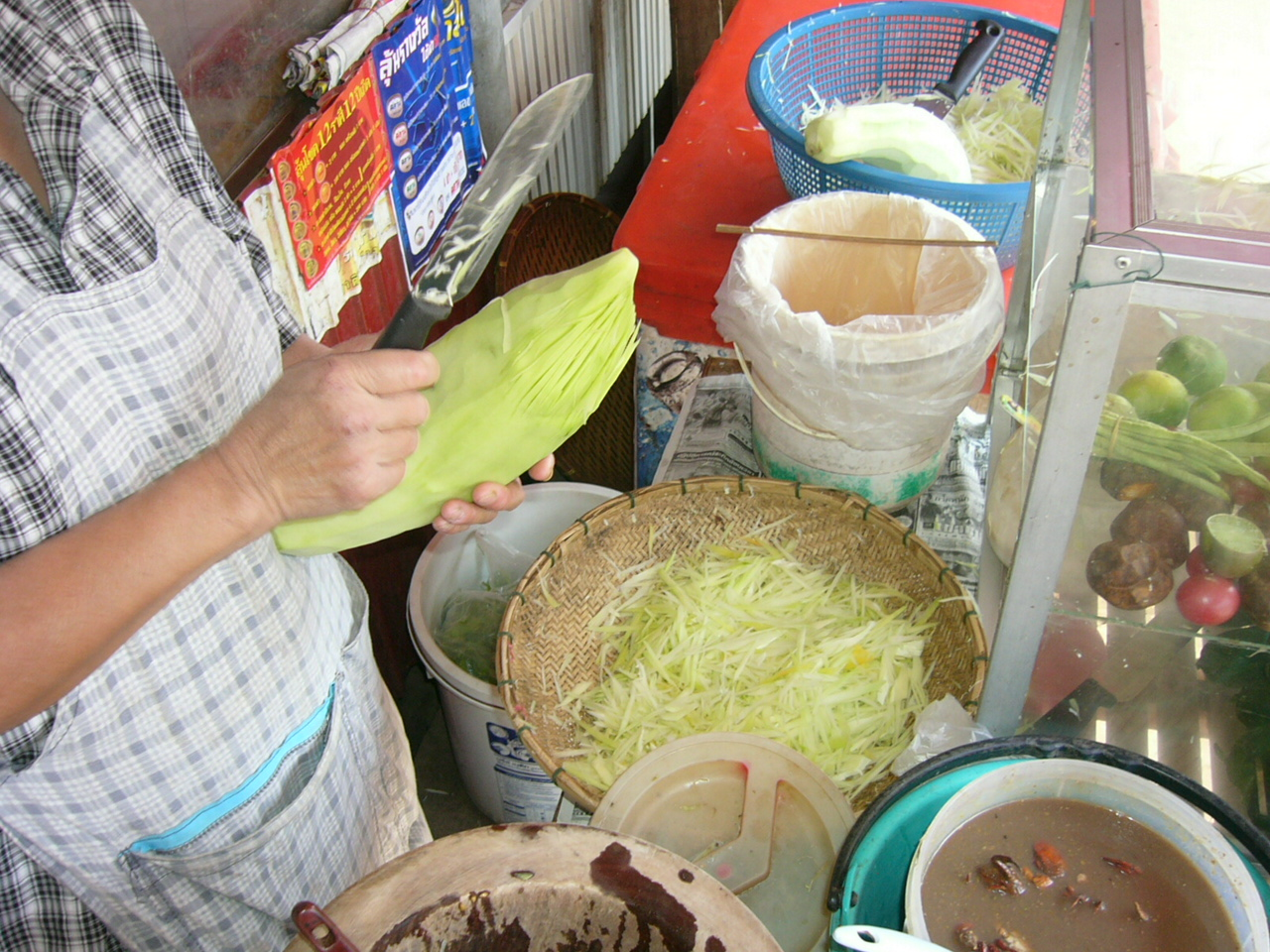
Papaye verte finement râpée.

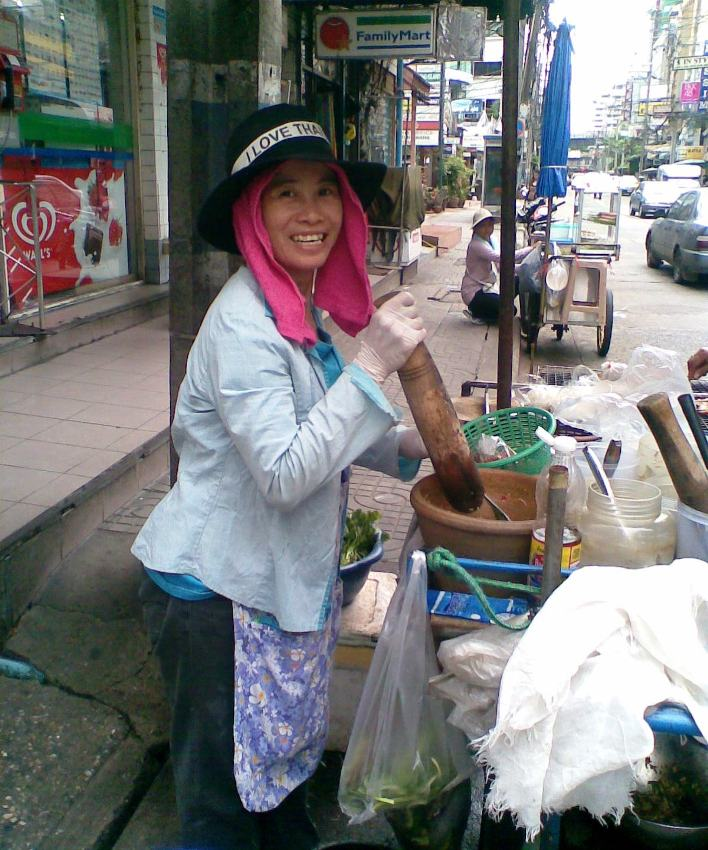
Vendeur ambulant martelant la papaye dans un mortier, Bangkok, Thaïlande.

Les ingrédients sont mélangés et martelés dans un mortier ; le nom générique lao pour ce type de préparation est tam som, ce qui signifie littéralement « martelé-acide ». Au Laos, la salade de papaye verte est un des aliments de base des Lao, à tel point que le nom tam som a fini par désigner celle de papaye verte quand rien d'autre n'est précisé. Pour être plus précis, le nom tam maak hoong signifie, quant à lui, « papaye martelée ».
Malgré l'utilisation de papaye qui pourrait sembler donner un résultat sucré, cette salade est en réalité salée. Lorsqu'elle n'est pas mûre, la papaye a une légère saveur piquante. Sa texture est croquante et ferme, parfois presque croustillante. C'est ce qui permet au fruit de supporter le passage dans le mortier.
En Thaïlande, il est coutumier pour les clients de demander au cuisinier d'adapter le plat à leurs préférences. Som tam lao désigne la salade telle qu'elle est préparé au Laos ou à Isan, dans le nord-est du pays, alors que som tam thai désigne la salade préparée au centre de la Thaïlande. Traditionnellement, les salades préparées dans les rues de Bangkok étaient très épicées car on y ajoutait une poignée de piments œil d'oiseau hachés. Toutefois, avec le gain en popularité de ce plat parmi les touristes, il est souvent servi moins épicé qu'autrefois.
Aux ingrédients classiques, on peut aussi ajouter :
- de l'ail
- des crevettes séchées (en)
- des crabes de rizière en saumure
- de la pâte de crevette
- du pla ra
- des tomates
- des doliques asperges
- des prunes mombin
- des aubergines thaïs crues

Une salade de papaye verte non épicée existe également. Elle est plus douce et contient des cacahuètes broyées et a moins de chance de contenir du padaek ou du crabe en saumure. Ces derniers sont consommés crus et les gouvernements laotiens et thaïlandais lancent périodiquement des alertes sanitaires concernant le risque d'hépatite. Des crevettes en saumure sont utilisées dans cette version de Thaïlande centrale. Il y a aussi des variantes qui emploient des mangues vertes, des pommes, des concombres, des carottes, des bananes vertes, des fleurs de bananier, du santol, du pomelo, de la mortadelle mu yo et d'autres légumes fermes ou pas encore mûrs. Il est aussi possible d'utiliser des vermicelles de riz ; cette salade s'appelle tam sua.

## Service
La salade de papaye verte est souvent servie avec du riz gluant et du kai yang (en) (poulet grillé). Elle peut aussi être servie avec des vermicelles de riz (sen khao poon en lao, khanom chin en thaï) fraîches ou simplement en tant que snack avec des grattons de couenne de porc. Elle est souvent accompagnée de crudités pour équilibrer sa saveur épicée.

## Galerie

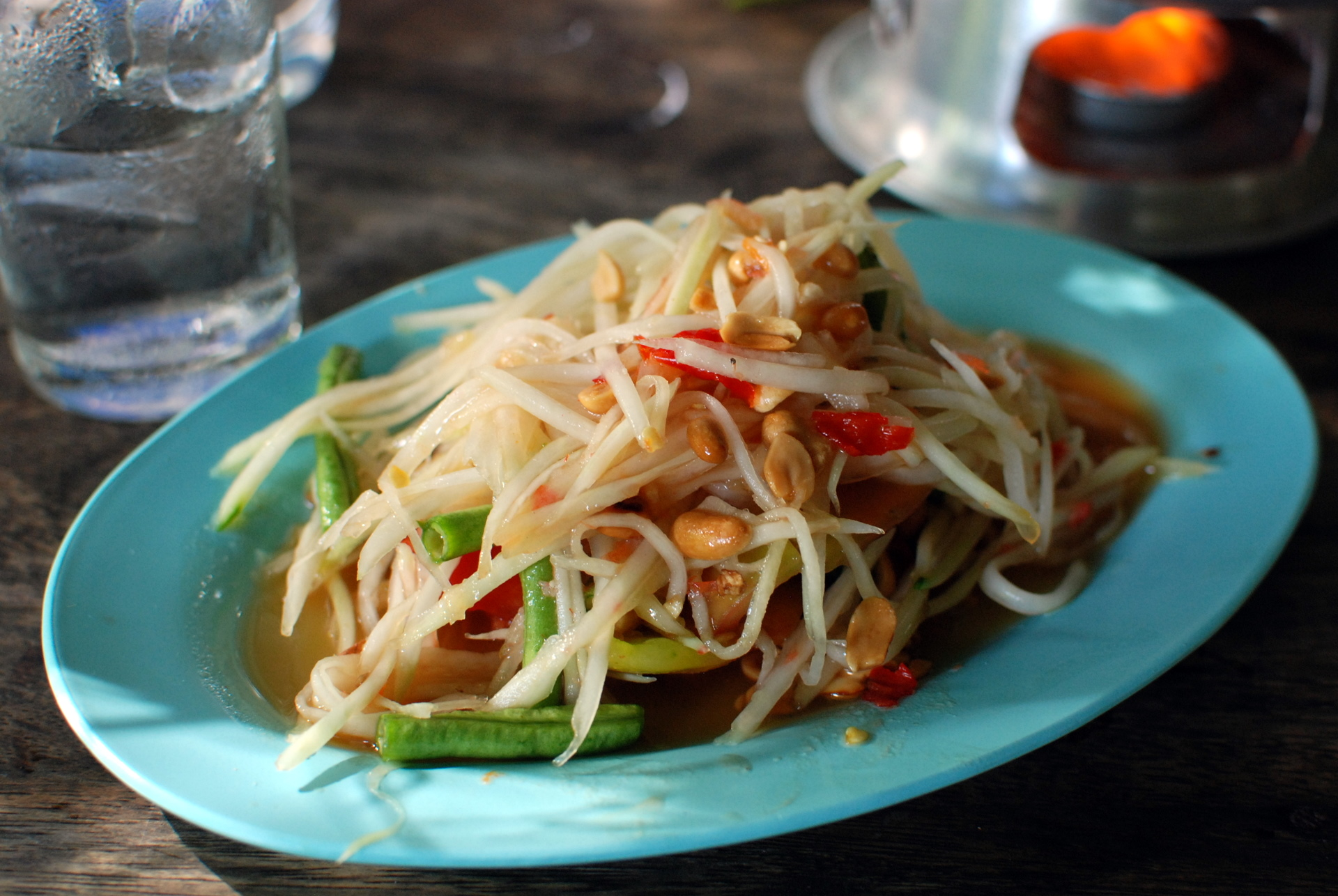
Som tam thai, avec des cacahuètes ; c'est la variante de Thaïlande centrale qui est connue à l'international.
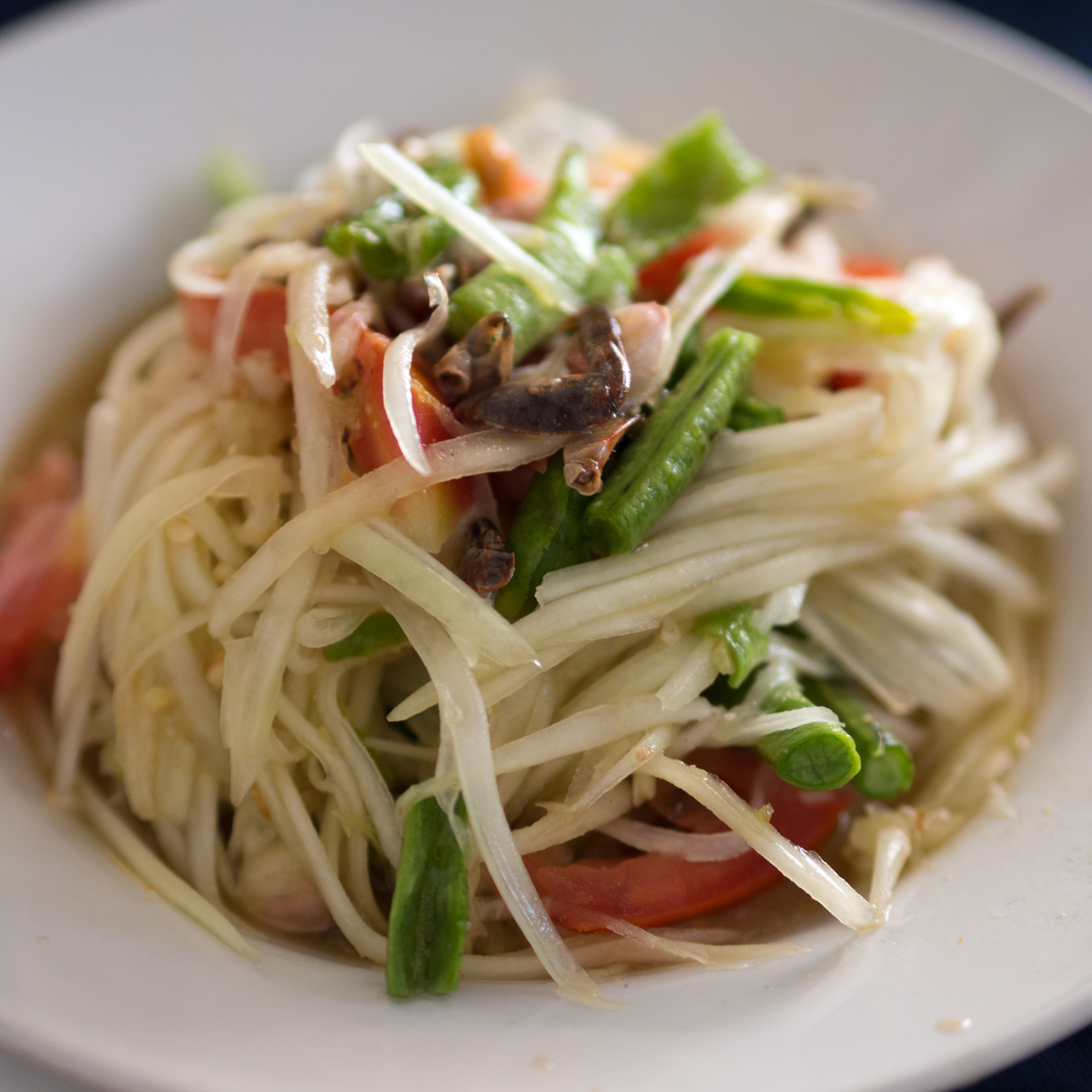
Som tam pu, avec du crabe de rizière en saumure.
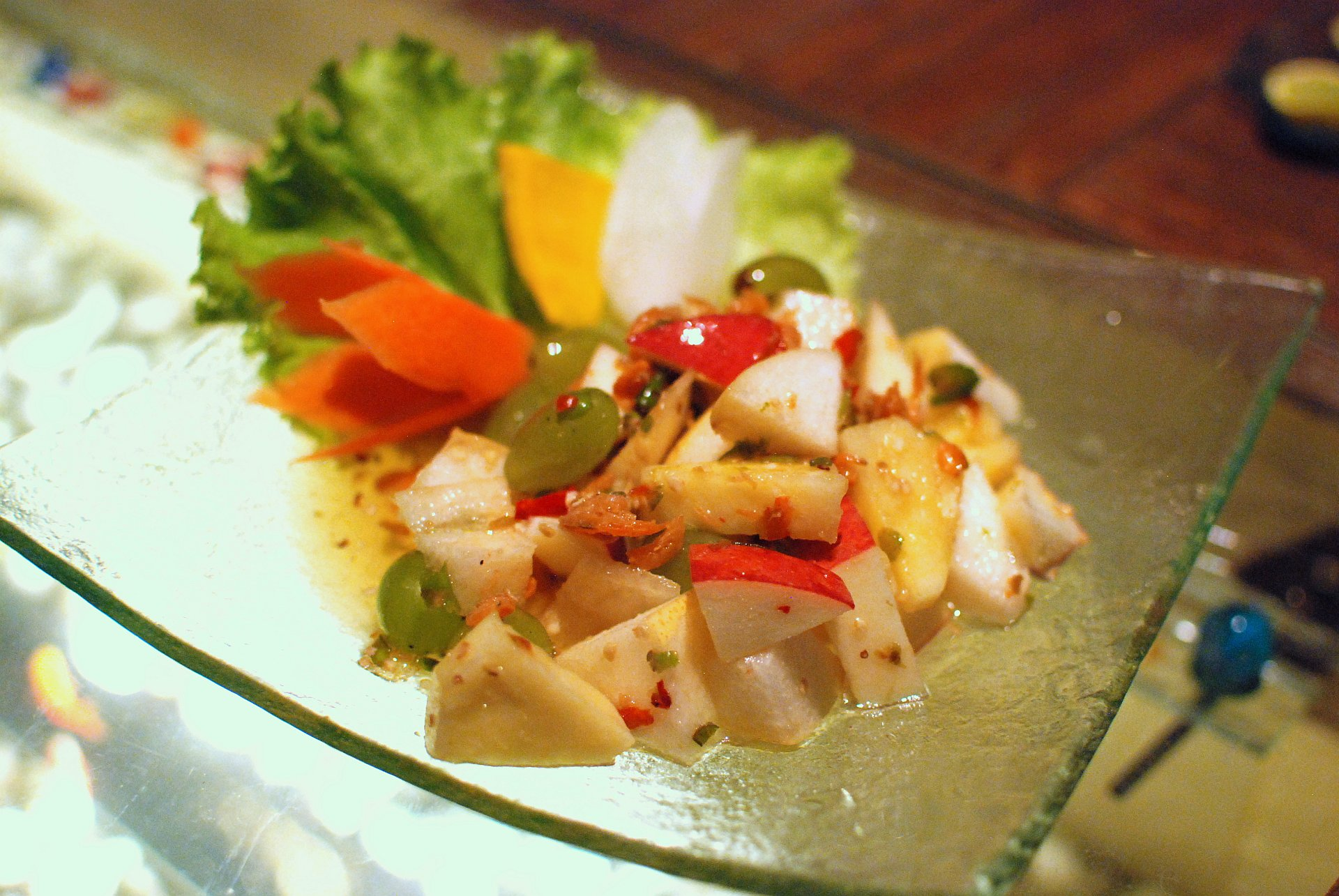
Tam phonlamai ruam, avec divers fruits.
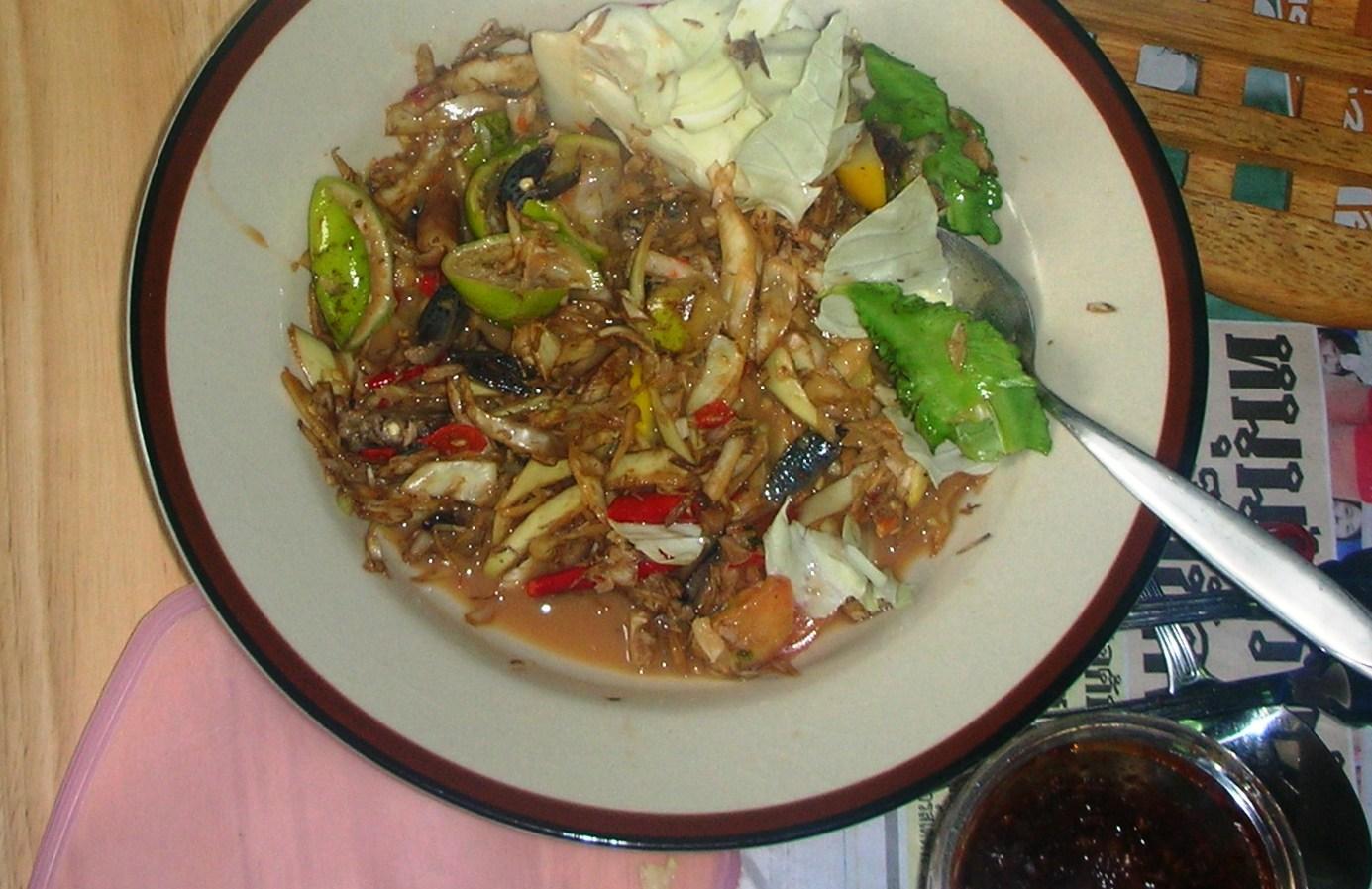
Tam hua pli, avec de la babafigue.
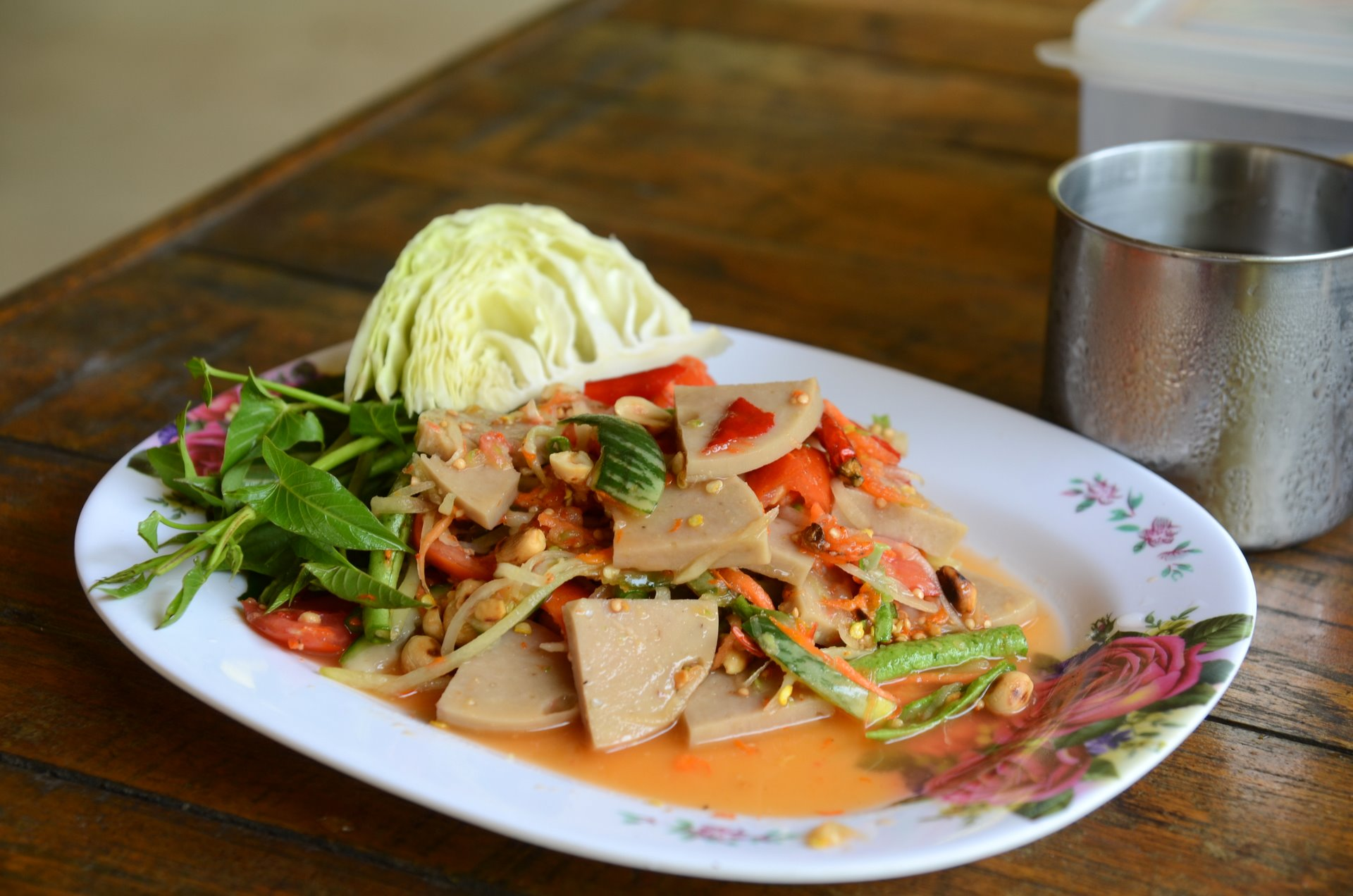
Tam mu yo, avec de la mortadelle mu yo.
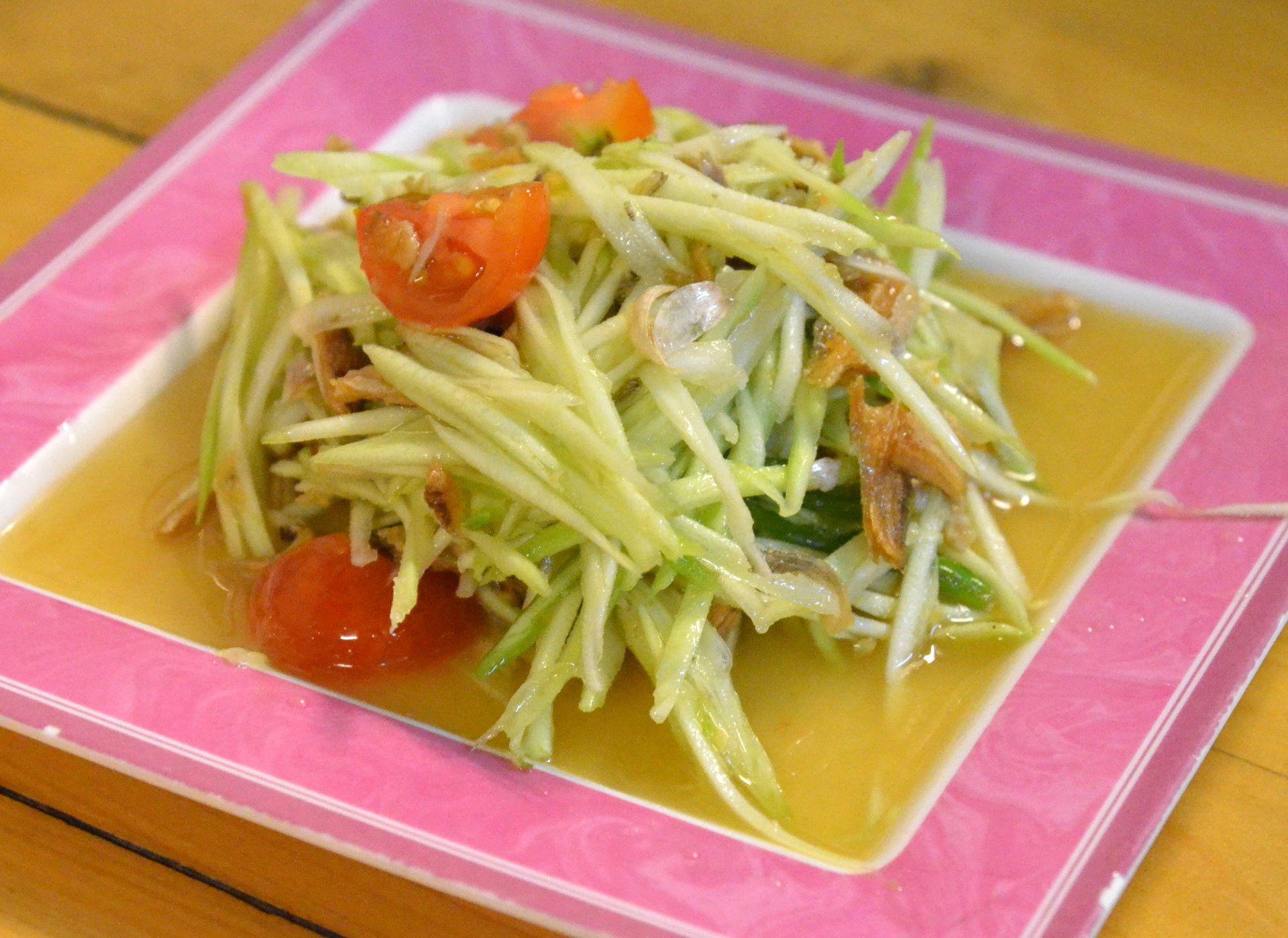
Tam mamuang pla haeng thot, avec des anchois séchés.
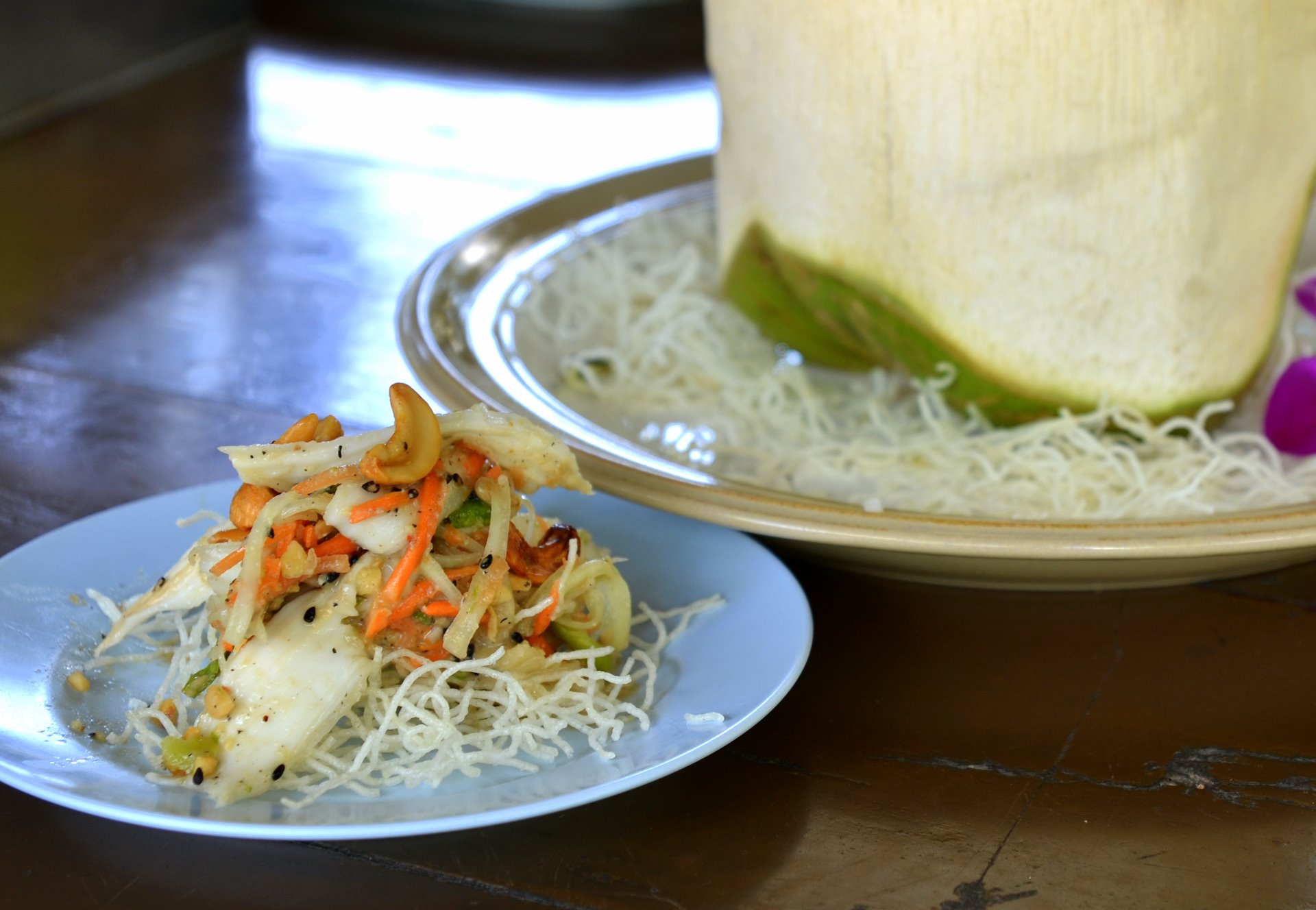
Tam maphrao on sen mi krop, avec de la chair de noix de coco jeune et des nouilles de riz frites.
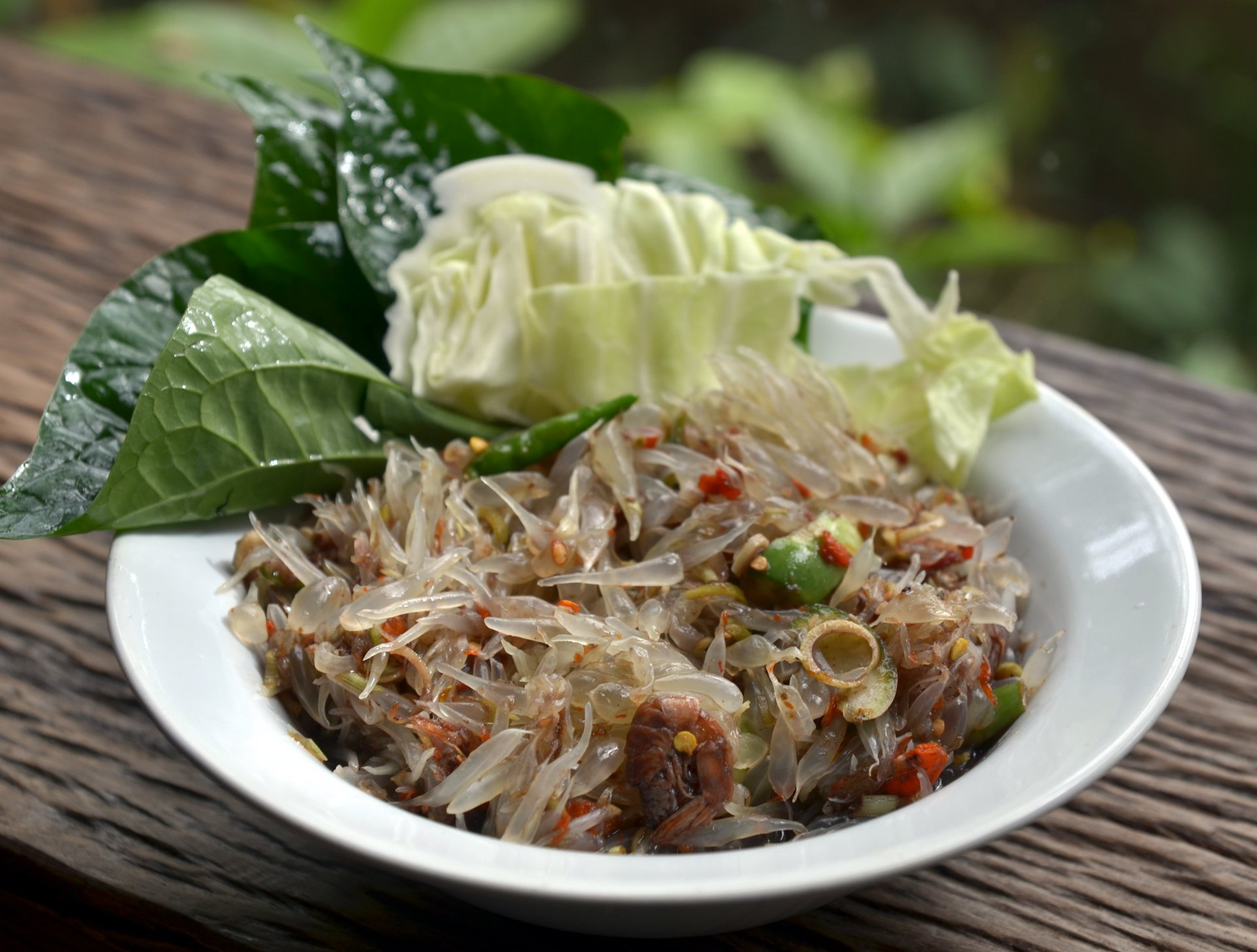
Tam som o nam pu, avec du pomelo et de l'extrait de crabe (une spécialité du nord de la Thaïlande).